# ガラムマサラ

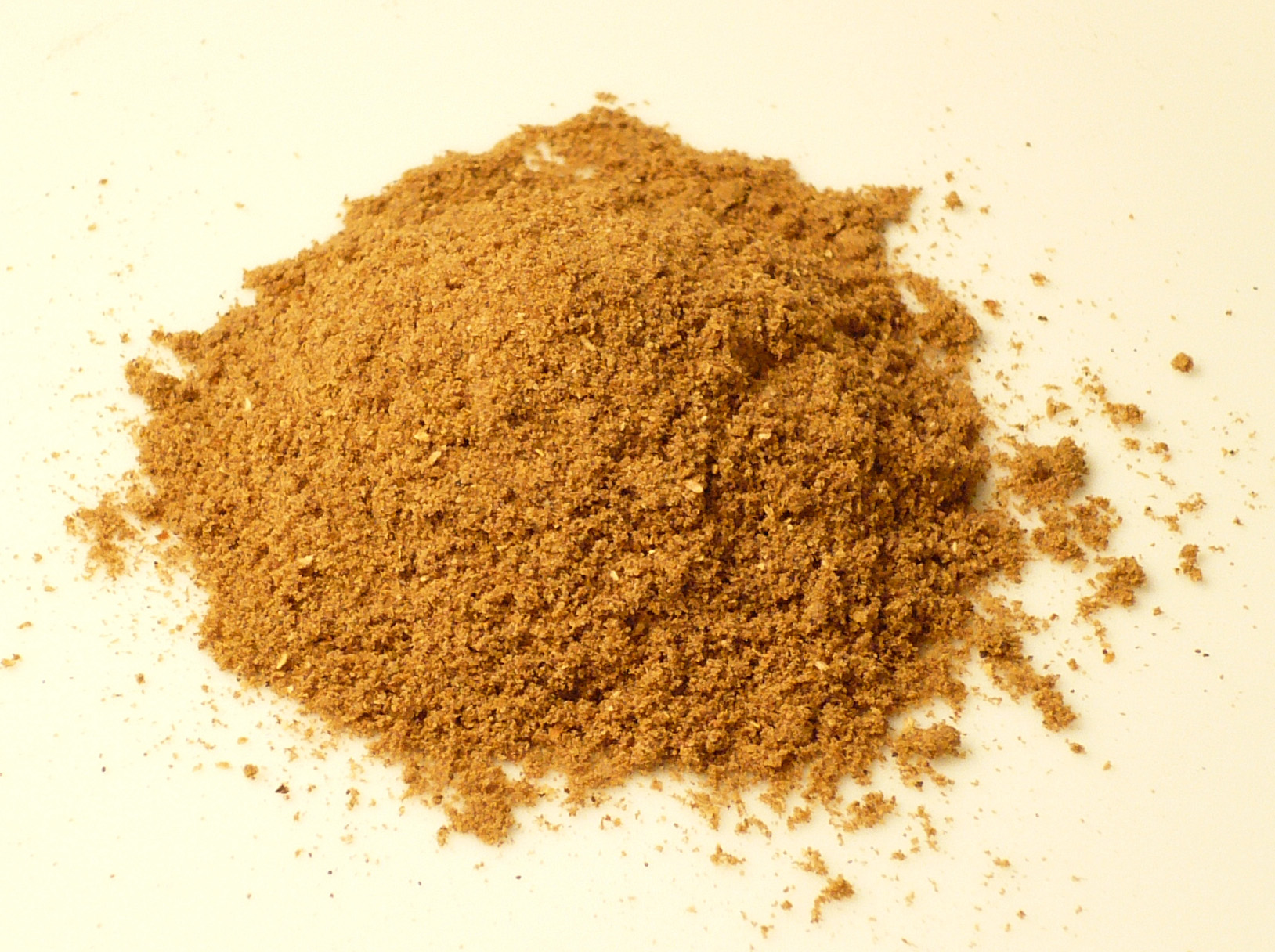
ガラムマサラ

ガラムマサラ（英語: garam masala; ヒンディー語: गरम मसाला, ヒンディー語発音: [ɡə.ɾə̃m‿mə.s̪äː.l̪äː] ガラマサーラー, ウルドゥー語: گرم مسالا）は、主に北インド料理で使われているミックススパイス（香辛料）である。マサラの一種。

## 概要
「辛いスパイス」と訳されることがあるが、辛味よりも香りをつけることを目的に使われる。ヒンディー語の "गरम" には「暑い」「熱い」という意味はあるが「辛い」という意味はない。
熱い香辛料と呼ばれる由来は、作る過程で熱を加えるためである。
日本ではガラムマサラはハウスギャバンの登録商標（第1586997号、区分はスパイス類など）である。そのため、商品名やブランド名として他社が使うことはできないが、「ガラムマサラ」は一般的な名詞のため中身を示す言葉としては使うことはできる。
イギリスで開発されたカレー粉と類似するが、ガラムマサラには色付けのためのターメリックが入らないほか、カレー粉の方が一般に使われるスパイスの種類が多い。

## 製法

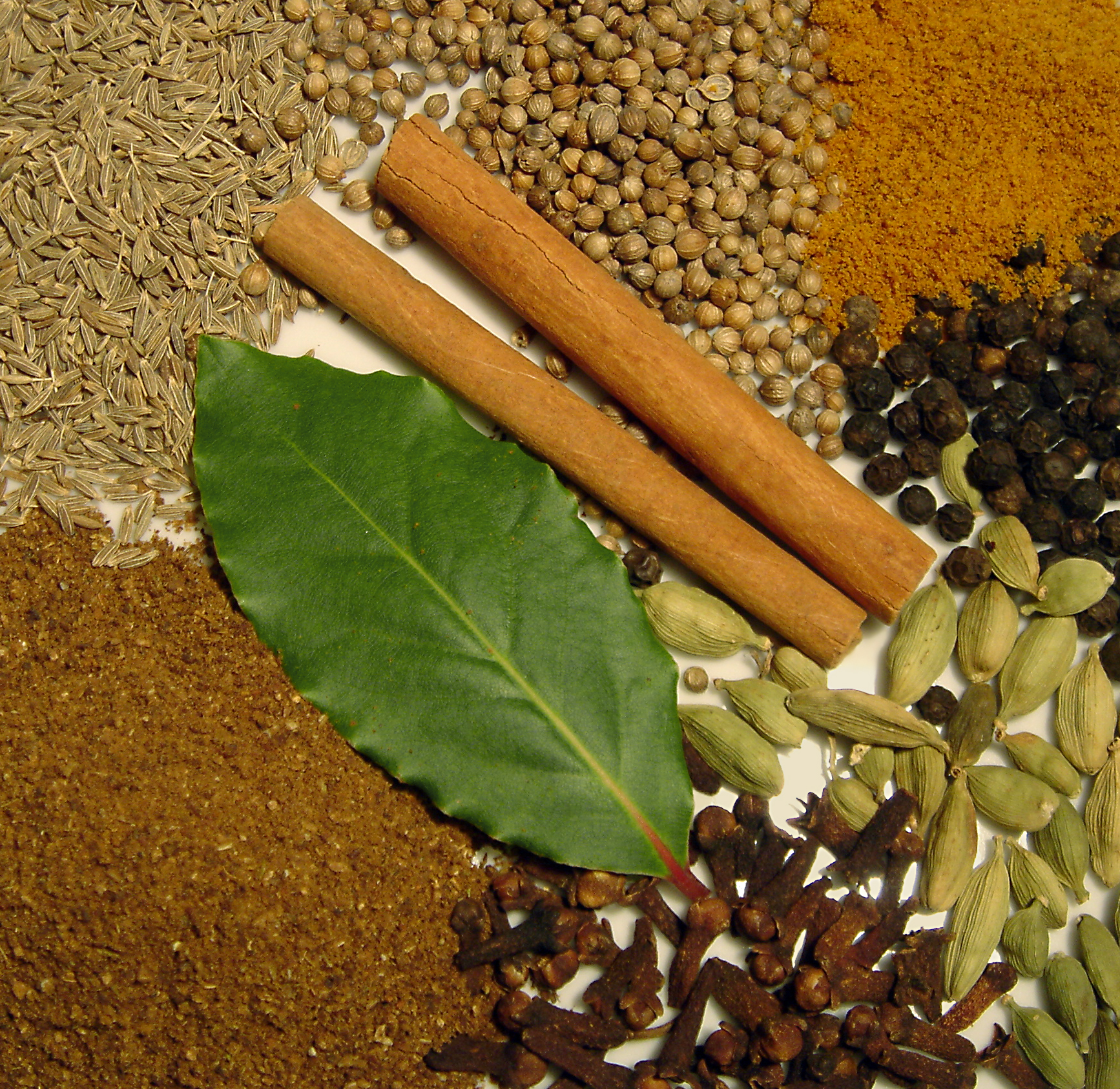
ガラムマサラの材料

基本のスパイスは、 シナモン（肉桂、桂皮）・クローブ（丁子）・ナツメグ（肉荳蔲）の3つである。この3種にはほとんど辛味がないため、配合によっては辛くないガラムマサラも存在する。
ほかにカルダモン、胡椒（ブラックペッパー）、クミン、ベイリーフ（ローリエ）、唐辛子（チリペッパー）を加えたり、ナツメグをメースに替えることがある。一般的には3 - 10種類のスパイスが使われるが、厳密なレシピはない。そのため、同じ者が作っても常に同じ配合とは限らない。
スパイスを種や樹皮などの原型のままフライパンなどで空煎りし、砕いて粉にすれば完成する。香りが命であるため出来立てを使うのが最良だが、瓶などで密閉しておけば1カ月程度は使用できる。「ホール・ガラムマサラ」といい、スパイスを砕かずに保存する方法もあり、使用する直前に粉にして使う。いずれにせよ早めに使いきるべきものである。

## 使用法
熱を加えると香りが飛んでしまうため、煮込み料理であれば火を止める直前に加えるとよい。その後、蓋をしてしばらく蒸らすと香りがまとまるとされる。
このほかタンドリーチキンのような肉の下味付け、サラダドレッシングなどの風味付けなどに用いられる。